# Pallene (měsíc)
Pallene  (nebo Saturn XXXIII) je malý přirozený měsíc planety Saturn. Jeho oběžná dráha leží mezi oběžnými drahami měsíců Mimas a Enceladus. Objeven byl 1. června 2004 vědeckou skupinou Cassini Imaging Science Team, po svém objevení dostal dočasný název S/2004 S 2. Měsíc je nazván po jedné ze sedmi dcer Alkyneuda, Pallene.
Pohyb měsíce Anthe je ovlivňován pohybem mnohem většího měsíce Mimase. Důsledkem jsou odchylky v délce hlavní a vedlejší poloosy tohoto měsíce. Malá vzdálenost od oběžných drah měsíců Anthe a Methone může naznačovat jejich příbuznost k jedné skupině nazývané Alkyonides.

## Prstenec Pallene
V roce 2006 byl objeven skupinou Cassini Imaging Science Team prachový prstenec kolem Saturnu, který se nacházel na oběžné dráze měsíce Pallene. Tento prstenec byl nazván Pallene Ring. Jeho zdrojem jsou částice z povrchu Pallene uvolněné dopady meteoritů.